# منسي (فلم)
منسيٌّ (بالكورية: 기억의 밤) هو فيلم غموض وإثارة كوري جنوبي من إنتاج عام 2017، من إخراج جانغ هانغ جون، وبطولة كل من كانغ ها-نيول، كيم مو يول، مون سونج كيون، نا يونغ هي، وآخرين.

## القصة
تدور أحداث الفيلم حول (جين سوك)، حيث يقوم بالانتقال لمنزل جديد مع أخيه الأكبر (يو سوك) وأمه وأبيه. وفي ليلة ممطرة يتم خطف يو سوك عن طريق مجموعة من الأشخاص، ليعود بعد 19 يوما لا يتذكر شيئا.ومن ثم يكتشف (جين سوك) ان أخيه بعدما عاد أصبح غريبآ فيبحث خلفه مكتشفآ انه ليس ب أخيه يحكي لوالدته فيكتشف بانه مختطف وهذه ليست بعائلته ثم يذهب للشرطة ليبلغ فيكتشف انه يبلغ من العمر ٤١ عام وليس ٢١ عام كام تخبره اسرته ومن ثم يكتشف ان سبب اختطافه هو عملية إجرام قام بها في عامه ال ٢١ بقتل امرأة وطفلتها وترك ابنها لم يقتله وبعد استعادة ذاكرته يخبر (يو سوك) انه ذاك الطفل الذي تركه ولم يقتله ثم يذهب منتحراً بسبب معرفته انه ابيه هو وراء مقتل والدته واخته
ابيه هو طبيب كان مسئولا عن حالة اخ (جين سوك) وهو من تلاعب عليه ليجبره ع تنفيذ الجريمة بسبب اوراق تأمين تحل ظروف الدولة السيئة في ذلك الفترة مقابل المال الذي سيدفعه لعمل العملية الجراحية لاخيه لكي يعيش...

## الإنتاج
بدأ التصوير الرئيسي في 11 مارس 2017، وانتهى في 8 يونيو 2017. استوحى جانغ هانغ جون قصة الفيلم من أحد أصدقائه، الذي تذكر كيف غادر ابن عمه منزله لمدة شهر تقريبًا وبدا شخصًا مختلفًا تمامًا عند عودته. استلهم جانغ أيضًا من الحكاية الشعبية الفرنسية اللحية الزرقاء.

## الإصدار
تم إصدار الفيلم في كوريا الجنوبية في 29 نوفمبر 2017.
بعد الإصدار المحلي، تم إصدار الفيلم على نتفليكس في 190 دولة.

## روابط خارجية
- مقالات تستعمل روابط فنية بلا صلة مع ويكي بيانات

لا توجد روابط لمواقع التواصل الاجتماعي.